# Анаукпетлун
Анаукпетлун (бірм. အနောက်ဖက်လွန်; 21 січня 1578 — 9 липня 1628) — 6-й володар імперії Таунгу в 1605—1628 роках. Відновив владу на власне бірманських землях.

## Життєпис
Походив з Другої династії Таунгу (Відродженої Таунгу). Син Н'яунйана, правителя Ави і Пагану, та його головної дружини і зведеної сестри Кхін Хпое М'їнт. Народився 1578 року, отримавши ім'я Тхакінлат.
1600 року оголошений спадкоємцем трону, отримавши у володіння місто Дабайїн. Того ж року підкорив шанські князівства Могаун та Мохан'їн. 1601 року відзначився під час підкорення князівства Н'яунгшве. 1602 року зайняв Бамо. У 1603—1604 роках керував одним з військом під час наступу на державу Моннай. 1605 року придушив повстання низки південношанських князівств. Того ж року після смерті батька успадкував трон.
Продовжив політику відновлення імперії Таунгу. 1608 року захопив П'ї, де поставив віцекоролем свого молодшого брата Тхалуна. Остаточно приєднав П'ї до 1610 року. У 1610 році бірманський правитель Анаупхелун, прагнучи об'єднати країну під своєю владою, захопив Таунгу, скинувши свого стриєчного брата Натшіннаунга, що правив там, до рівня намісника. Захоплення Таунгу супроводжувало знищенням царських регалій його володаря, розміщенням залоги і переселенням майже 2/3 населення до Ави. Натшіннаунг таємно звернувся по військову допомогу до Філіппе де Бріту-е-Нікоте, португальського найманця, що став фактичним правителем в Сиріамі. Останній за підтримки держави Мартабан захопив Таунгу, сплюндрував місто і підпалив місцевий палац, але закріпитися не зміг.
У 1613 році Анаупхелун взяв в облогу де Бріту і Натшіннаунг в Сиріамі. Флоту держави М'яу-У, що намагався допомогти обложеним, завдано поразки. Після 34-денної облоги міста у вересні того року португальці зазнали поразки. Натшіннаунг помер під час облоги, а де Бріту схоплено і невдовзі страчено. Полонених португальців було відправлено в гірські регіони Бірми, де кілька поколінь їхніх нащадків приймалися на військову службу гармашами за земельні наділи.
До 1614 року здійснено спроби відвоювати Тавой, Тенассерім і Чіангмай, проте без успіху через успішні дію аюттхайського війська та португальських найманців. 1616 року захопив Мартабан, а згодом Тавой. 1617 року Анаукпетлун переніс столицю до Пегу, чим символічно затвердив відновлення імперії Таунгу. Але 1618 року вимушений був укласти з Сонгтамом, володарем Аюттхаї, договір, за яким отримував владу над Мартабаном, поступаючись впливом на Ланну царству Аюттхая.
Значну увагу став приділяти відновленню господарства на підвладних землях, відбудові міст. При цьому намагався зміцнити державу зсередини. Анаупхелун пропонував Англійській Ост-Індській компанії встановити торговельні відносини, але справу цю не встиг вирішити.
1624 року придушив повстання тайського князівства Нан. 1628 року Анаукпетлуна було вбито власним сином Мін'єдейппою, що мав інтимний зв'язок з наложницею батька й боявся покарання за це. Вбивця на нетривалий час посів трон.